# Hrabstwo Amite
Hrabstwo Amite (ang. Amite County) – hrabstwo w stanie Missisipi w Stanach Zjednoczonych. Obszar całkowity hrabstwa obejmuje powierzchnię 731,64 mil² (1894,94 km²). Według szacunków United States Census Bureau w roku 2009 miało 13 038 mieszkańców.
Hrabstwo powstało w 1809 roku.

## Miejscowości
- Centreville
- Gloster
- Liberty[4]

| Populacja hrabstwa w poprzednich latach | Populacja hrabstwa w poprzednich latach |
| Rok                                     | Liczba ludności                         |
| --------------------------------------- | --------------------------------------- |
| 1980                                    | 13 354                                  |
| 1990                                    | 13 328                                  |
| 2000                                    | 13 599                                  |
| 2005                                    | 13 435                                  |